# Łoko Jarosław
Łoko Jarosław (ros. Локо Ярославль) – rosyjski klub hokeja na lodzie juniorów z siedzibą w Jarosławiu.

## Historia
- Łokomotiw 2 Jarosław (-2009)
- Łoko Jarosław (2009-)

Od 2009 drużyna występuje w rozgrywkach juniorskich MHL. Po zdobyciu trzeciego mistrzostwa ligi Łoko został najbardziej utytułowanym zespołem MHL.
Zespół działa jako stowarzyszony z klubem Łokomotiw Jarosław z seniorskich rozgrywek KHL.

## Sukcesy
- Pierwsze miejsce w Dywizji Północny Zachód w sezonie zasadniczym MHL: 2014, 2015, 2016
- Pierwsze miejsce w Dywizji Złotej (Zachód) w sezonie zasadniczym MHL: 2023, 2024
- Pierwsze miejsce w Konferencji Zachód w sezonie zasadniczym MHL: 2014, 2015, 2016, 2018, 2023, 2024
- Pierwsze miejsce w sezonie zasadniczym MHL: 2014, 2016, 2018, 2023, 2024
- Złoty medal MHL /  Puchar Charłamowa: 2016, 2018, 2019
- Superpuchar MHL: 2016[5][6]
- Srebrny medal MHL: 2020, 2021, 2024
- Brązowy medal MHL: 2023

## Szkoleniowcy
- Jewgienij Kornouchow (2009-2010)[7][8]
- Piotr Worobjow (2010-2012)[9]
- Igor Gorbienko (2012-2013)[10]
- Anatolij Chomienko (2014-2014)[11]
- Oleg Bratasz (2014-2015)[12]
- Dmitrij Krasotkin (2015-2019)[13][14][15][16]
- Igor Mielakow (2019-2020)[17]
- Aleksandr Ardaszew (2020-2022)[18][19]
- Jarosław Luzienkow (2022-2023)[20]
- Oleg Taubier (2023-)[21]

Ponadto do sztabu wchodzili Jegor Podomacki, Dienis Griebieszkow.